# Santiago Cucurella i Fernàndez
Santiago Cucurella i Fernández (Barcelona, 15 de febrer de 1954 – La Garriga, 25 de febrer de 2015), fou un pedagog, professor i historiador, promotor cultural i impulsor de la Fundació Universitària Martí l'Humà de La Garriga.

## Biografia
Va estudiar Ciències de la Informació a la Universitat Autònoma de Barcelona, on es va llicenciar en Filosofia i Lletres (Història), es va diplomar en Estudis Superiors Especialitzats de Didàctica de les Ciències Socials i va obtenir el títol de Magíster en Didàctica de les Ciències Socials.
Va ser catedràtic de Geografia i Història a l'Institut de Granollers i a l'Institut Manuel Blancafort, del que en va ser el director entre els anys 1981 i 1985. L'any 1996 va ser professor de Formació Permanent del Professorat a la Universitat de Girona i a la de Vic; entre 1998 i 1999 de la Universitat de Barcelona i l'any 2001 de l'Escola d'Estiu Rosa Sensat. Durant el curs 2001-2002 va ser professor investigador de la Universitat Autònoma de Barcelona. I entre el 2002 i el 2004 va ser responsable de les pàgines d'educació del setmanari Presència.
Fou membre fundador i president de Contrapunt (Associació UNESCO de la Garriga) entre el 1986 i 2000, i membre, també, de l'Associació d'Escriptors en Llengua Catalana (AELC) i l'Institut d'Estudis Catalans (Societat Catalana de Geografia i Societat Catalana de Comunicació).
L'any 2002 impulsa la Fundació Universitària Martí l'Humà, de la que en seria el director fins a l'any 2014.
Fou autor o coautor de diversos llibres d'assaig, de text, de novel·les i de material d'educació ciutadana en suport multimèdia, i col·laborador habitual en diversos diaris i revistes, com PlaçaGran, el Punt Avui o El 9 Nou.

## Obra (selecció)[4]
- L'equilibri territorial de Catalunya (1984)
- La Catalunya deprimida (1986)
- Joventut, Llengua, comunicació (coautor, 1987)
- Els reptes de l'escola catalana (coautor, 1989)
- Cultura, Pensament, Nació (coautor, 1990)
- La força dels arguments (1990)
- L'estat de la nació sense Estat (coautor, 1991)
- L'independentisme útil (1993)
- Dietari de silencis (narrativa, 1995)
- Plaça del silenci (narrativa, 2000)
- Catalunya 2000. Situació política (2000)
- Fracàs escolar. Set estratègies per al tractament de la diversitat (2000)
- La democràcia. Què és i com funciona? (2001)
- La secundària a debat (coautor, 2002)
- Trenta anys a les aules (2002)